# 伊賀崎道順
伊賀崎 道順（いがのさき どうじゅん、生没年不詳）は、戦国時代の伊賀流忍者。中忍の身分。伊賀楯岡の生まれだったので通称楯岡（たておか）ノ道順ともいわれる。伊勢の北畠氏や近江の六角氏、後に徳川家康などに仕えたといわれている。
六角義賢に仕えていたころ、義賢の配下だった百々氏（どどし）が謀反を起こした。道順は百々氏の居城、沢山城（後に石田三成の居城となった佐和山城か？）に忍び込み、城に火をかけ、城内を大混乱させ、城を落とし、手柄を立てたといわれ、難攻不落の城も「伊賀崎入れば落ちにけるかな」と詠われたほど。また、鉄砲の名手ともいわれていて、織田信長の暗殺を企て狙撃した事もある。だが、信長に命中せず、隣にいた人物に命中してしまったという記録が残っている。ただしこれは、道順の仕業ではなく、城戸弥左衛門の仕業とも言われている。